# Фонтес, Дагоберто
Дагобе́рто Фо́нтес Фигере́до (исп. Dagoberto Fontes Figueredo; 6 июня 1943, Мальдонадо — 4 мая 2024, Мальдонадо) — уругвайский футболист, участник чемпионата мира по футболу 1970 года, играл на позиции нападающего и атакующего полузащитника.

## Биография

### Клубная карьера
Фонтес на ранних этапах карьеры играл за «Сентраль Молино» и «Атлетико Фернандино», а в 1964 году присоединился к клубу «Насьональ», сыграв за эту команду 19 матчей.
В 1965 году Фонтес перешёл в «Дефенсор Спортинг», в котором отыграл шесть сезонов, сыграв во всех турнирах 130 матчей и забил 6 голов за этот клуб. Затем он уехал в Мексику, где играл за «Пуэблу» и «УАНЛ Тигрес», который стал его последним клубом в карьере.

### Карьера в сборной
В составе сборной Уругвая играл на чемпионате мира по футболу 1970 года, где принял участие в четырёх матчах. Всего за сборную Уругвая сыграл 13 матчей, в которых не забил ни одного мяча.

### Смерть
Скончался 4 мая 2024 года в Мальдонадо в возрасте 80 лет.